# Psyllaephagus brevicornis
Psyllaephagus brevicornis is een vliesvleugelig insect uit de familie Encyrtidae. De wetenschappelijke naam is voor het eerst geldig gepubliceerd in 1926 door Alexandre Arsène Girault.